# Hypolytrum unispicatum
Hypolytrum unispicatum är en halvgräsart som beskrevs av Marc Simon Maria Sosef och David Alan Simpson. Hypolytrum unispicatum ingår i släktet Hypolytrum och familjen halvgräs.
Artens utbredningsområde är Kamerun. Inga underarter finns listade i Catalogue of Life.